# Zbigniew Sosnowski
Zbigniew Sosnowski (Rypin; 10 de Dezembro de 1963 — ) é um político da Polónia. Ele foi eleito para a Sejm em 25 de Setembro de 2005 com 5937 votos em 5 no distrito de Toruń, candidato pelas listas do partido Polskie Stronnictwo Ludowe.
Ele também foi membro da Sejm 2001-2005.